# Saison 2011-2012 du Club Bruges KV
Maillots
Chronologie
Saison précédente Saison suivante
La saison 2011-2012 du FC Bruges voit le club évoluer en première division belge. C'est la 90e saison du club au plus haut niveau du football belge, et la 53e consécutive. Il participe également à la Coupe de Belgique, qu'il entame au stade des seizièmes de finale, ainsi qu'à la Ligue Europa, dès le troisième tour préliminaire.
La nouvelle direction du FC Bruges, mise en place depuis le mois de mars 2011, réalise une profonde réforme dans l'organisation du club. D'anciens joueurs du club sont engagés comme entraîneurs spécifiques dans chaque secteur du jeu, à l'instar de ce qui se fait dans les grands clubs européens. D'autres « anciens » deviennent recruteurs pour le club dans différentes régions du monde. Au niveau de l'équipe, beaucoup de changements sont à signaler. La direction sportive effectue un écrémage du noyau, dont plusieurs joueurs sont cédés ou ne reçoivent pas de prolongation de contrat. Dans le sens des arrivées, ce sont pas moins de onze joueurs qui sont recrutés durant le mercato estival.
Les objectifs fixés en début de saison sont de terminer dans les trois premiers du championnat, faire bonne figure en Coupe de Belgique (sans plus de précision), et passer la phase de groupes en Coupe d'Europe. Le titre de champion de Belgique, que le FC Bruges n'a plus remporté depuis 2005, n'est pas l'objectif du club cette saison, et serait considéré comme une surprise d'après les dires de la direction.

## L'équipe de la saison

### Les transferts en début de saison

#### Transferts entrants
- Thomas Meunier, du Royal Excelsior Virton[2]
- Fredrik Stenman, du FC Groningue[3]
- Björn Vleminckx, du NEC Nimègue[4]
- Vladan Kujović, du Willem II Tilburg[5]
- Víctor Vázquez, du FC Barcelone[6]
- Niki Zimling, du NEC Nimègue[7]
- Michael Almebäck, du Örebro SK[8]
- Tom Høgli, du Tromsø IL[9]
- Lior Refaelov, du Maccabi Haïfa[10]
- Pietro Perdichizzi, du Sporting Charleroi[11]

#### Retours de prêt
- Glenn Verbauwhede
- Roy Meeus

#### Joueurs prêtés au FC Bruges
- Matěj Vydra, par l'Udinese Calcio, jusqu'au terme de la saison[12]

#### Transferts sortants
- Geert De Vlieger, fin de carrière[13]
- Gertjan De Mets, vers KV Courtrai[14]
- Ivan Perisić, vers le Borussia Dortmund[15]
- Jorn Vermeulen, vers Oud-Heverlee Louvain[16]
- Peter Balette, entraîneur adjoint, vers le Standard de Liège[17],[18]
- Ronald Vargas, vers Anderlecht[19]
- Peter Van der Heyden, fin de contrat, vers le Beerschot[20]
- Roy Meeus, vers Lommel United[21]
- Júnior Díaz, vers le Wisła Cracovie[22]
- Wilfried Dalmat, vers Orduspor[23]
- Jeroen Simaeys, vers Genk[24]
- Karel Geraerts, vers Oud-Heverlee Louvain[25]
- Glenn Verbauwhede, contrat rompu[26]
- Stefan Šćepović, contrat rompu[27]

#### Joueurs prêtés
- Dorge Kouemaha, prêté un an à Kaiserslautern[28]

### Les transferts au mercato d'hiver

#### Transferts entrants
- Bojan Jorgacević, de La Gantoise[29],[note 3]
- Carlos Bacca, de Junior[30]
- Jordi Figueras Montel, de Rubin Kazan[31]
- Mushaga Bakenga, de Rosenborg BK[32]

#### Transferts sortants
- Matěj Vydra[33]
- Nabil Dirar[34]

## Résultats de la saison

### Matches amicaux

#### Avant-saison
Le Football Club Brugeois prépare sa saison en disputant des joutes amicales contre des clubs de divisions inférieures ou des clubs étrangers. Au total, les joueurs disputent huit matches de préparation, dont un seul contre un de leurs futurs adversaires en championnat, le RAEC Mons.
Leur saison débute fin juin à Alost, de retour en Division 2 cette saison. Les Blauw en zwart sont rapidement menés à la marque, mais ils rétablissent l'égalité par Akpala après un quart d'heure de jeu, et haussent le rythme pour mener 1-4 à la pause. Ce sera le score final. À noter les premiers buts de Thomas Meunier, premier transfert de la saison, et Nick Van Belle, jeune joueur venu du noyau espoirs.
Les joueurs partent ensuite en stage à Coxyde, où ils séjournent chaque année. Ils y rencontrent l'équipe locale pour leur traditionnelle confrontation. Les Brugeois l'emportent aisément 0-5. Deux nouvelles recrutes se font remarquer, Víctor Vázquez et Björn Vleminckx, qui inscrivent chacun un but dans les vingt premières minutes. Deux jours plus tard, ils accueillent Mons, dans les installations du club côtier. Le nouvel arrière gauche Fredrik Stenman en profite pour déflorer son compteur buts. Le Club s'impose finalement 3-2.
Le 9 juillet, les Brugeois se déplacent à Menin, pour y disputer un match de gala contre le club local, qui fête son centenaire. La fête est plutôt du côté brugeois, qui déroule en seconde mi-temps, pour l'emporter 0-6, alors que le score n'était que de 0-1 à la pause. Vázquez inscrit deux nouveaux buts, tandis que le transfuge israélien Lior Refaelov et le jeune espoir Fries Deschilder marquent leur premier but pour le compte du club. Quelques jours plus tard, le club se rend à Virton, pour y disputer un match amical prévu dans le cadre du transfert de Thomas Meunier. Vleminckx inscrit trois buts, Joseph Akpala et le jeune Jimmy De Jonghe un chacun, pour une victoire aisée sur le score de 1-5.
Le dimanche 16 juillet a lieu le traditionnel match amical dans le cadre des Matines brugeoises. Le FC Bruges accueille les Allemands du Bayer Leverkusen. Après un match engagé mais toujours correct, le club s'impose 2-1 en toute fin de match, grâce à un doublé de Vadis. Le lendemain, les joueurs se rendent au KSK Heist. L'entraîneur décide de mettre les vainqueurs de la veille au repos, et aligne une équipe composée principalement de joueurs du noyau espoirs face aux pensionnaires de Division 2. Les jeunes Brugeois, rapidement menés 2-0, s'inclinent finalement 3-1.
L'équipe brugeoise termine sa préparation par un dernier match amical contre les néerlandais du Roda JC, le 23 juillet, à Kerkrade. Accompagnés par plus de 1000 supporters, le club brugeois obtient un partage 2-2, après avoir été mené deux fois au score. Il clôt donc sa préparation par ce nul, cinq jours avant le premier match officiel de la saison en Ligue Europa.
Profitant de la pause du championnat due aux rencontres de qualification pour l'Euro 2012, le FC Bruges se déplace à Oostduinkerke pour y disputer une rencontre amicale. Plusieurs joueurs du noyau A étant retenus par leurs équipes nationales respectives, Adrie Koster fait appel à plusieurs espoirs pour compléter l'équipe. Le match se termine sur un match nul, un but partout, et permet à des joueurs ayant été blessés ou ayant peu joué d'obtenir du temps de jeu.

### Championnat de Belgique

#### Saison régulière

##### Août: résultats en dents de scie mais aucune défaite
Le FC Bruges entame le championnat de Belgique par un match à domicile face à Westerlo en clôture de la première journée. Après une première mi-temps assez pauvre, le club hausse son niveau de jeu, et s'impose finalement 5 à 0. Une semaine plus tard, lors de la deuxième journée du championnat, le club se déplace à Saint-Trond, qui étrenne son tout nouveau terrain entièrement synthétique. On assiste à une rencontre à l'opposé de celle face à Westerlo. Les joueurs brugeois dominent la première mi-temps, et rentrent aux vestiaires avec un score de trois buts à zéro en leur faveur, dont un doublé de Lior Refaelov. Mais après la pause, la tendance du match s'inverse, et les joueurs trudonnaires parviennent à égaliser à trois buts partout après cinq minutes d'arrêts de jeu. Après cette contre-performance, les joueurs brugeois doivent se racheter à domicile contre les promus d'Oud-Heverlee Louvain. Malgré une très nette domination dans le jeu, le FC Bruges ne prend l'avantage qu'à la 80e minute, à la suite d'un auto-but de Kevin Roelandts, un ancien joueur brugeois, pour s'imposer par la plus petite des marges, 1-0. À la suite d'un tacle trop appuyé, Lior Refaelov est le premier joueur « Blauw & Zwart » exclu cette saison.
Lors de la quatrième journée, le FC Bruges se déplace à Zulte-Waregem. Après une première mi-temps assez mauvaise, le club est mené 1-0, mais Vadis Odjidja égalise dix minutes après la reprise. Malgré quelques occasions de but en fin de match, le résultat ne change plus, et le club brugeois perd la première place du classement au profit du FC Malines. Après s'être qualifié pour la phase de groupes de la Ligue Europa, le FC Brugeois reçoit le RSC Anderlecht, autre club belge ayant disputé une joute européenne pendant la semaine. Les bruxellois entament mieux le match, obtenant un penalty en début de match, mais Colin Coosemans détourne l'envoi du joueur serbe Milan Jovanović. Le match est équilibré après la pause, puis à un quart d'heure de la fin du match, Coosemans est exclu pour avoir accroché Fernando Canesin Matos dans la surface de réparation. Le jeune gardien remplaçant Sven Dhoest effectue alors ses débuts en match officiel, et détourne le penalty consécutif à la faute. Vadis Odjidja Ofoe donne l'avance à ses équipiers à la 86e minute, sur penalty, mais Jovanović se rachète de son penalty loupé en début de match en arrachant l'égalisation dans les arrêts de jeu. À la suite de ce nouveau partage, Bruges recule au classement. Il est désormais 4e, mais à seulement un point des trois premiers.

##### Septembre: trois victoires consécutives, le Club prend la tête
Après une interruption de deux semaines due aux matches internationaux, le Club de Bruges se déplace au FC Malines dans le cadre de la 6e journée du championnat. Il prend l'avantage après seulement trois minutes de jeu, et double son avantage dix minutes après la mi-temps. Un but contre son camp de Tom Høgli à cinq minutes de la fin donne un peu de suspense à la fin du match, mais les Brugeois conservent les trois points. Grâce à cette victoire, ils dépassent leur hôte du jour et se retrouvent troisième, à un point du duo de tête.
Après une première victoire en phase de groupes de la Ligue Europa durant la semaine, le Club de Bruges se déplace à Lokeren, actuellement en queue de classement mais toujours difficile à jouer chez eux. Le match a lieu le dimanche soir, et à la suite des résultats des deux premiers (partage du Cercle de Bruges face au Lierse et défaite de La Gantoise contre Anderlecht), les hommes d'Adrie Koster savent qu'ils peuvent prendre la tête du classement en cas de victoire. Malgré une nette domination dans le jeu, les Brugeois sont accrochés par les joueurs de Lokeren, et ne parviennent à inscrire le but de la victoire qu'à dix minutes de la fin. Ils passent donc en tête du championnat, avant d'entamer leur campagne en Coupe de Belgique durant la semaine.
Trois jours après avoir obtenu difficilement sa qualification en Coupe de Belgique, le Club reçoit Mons. Les Brugeois dominent largement les joueurs montois, mais sur leur seule véritable occasion en première mi-temps, les Dragons ouvrent le score contre le cours du jeu. Les Blauw & Zwart inversent la tendance en deuxième mi-temps, et s'imposent finalement 2-1. Le score aurait pu être beaucoup plus sévère sans plusieurs arrêts décisifs du gardien montois Cédric Berthelin. Grâce à cette victoire, le Club de Bruges conserve la tête du classement.

##### Octobre: le Club perd du terrain et son capitaine
Après sa victoire sur le terrain de Braga le jeudi en Ligue Europa, le club se déplace au Beerschot le dimanche en fin d'après-midi, où jouent les anciens Brugeois Stijn Stijnen et Peter Van der Heyden. Les joueurs brugeois dominent le match dans son ensemble, mais il faut attendre la 72e minute pour voir Joseph Akpala ouvrir le score en leur faveur. Les hommes d'Adrie Koster se font néanmoins rejoindre dans les arrêts de jeu par leurs adversaires, concédant un nouveau match nul. Au classement général, le FC Bruges est dépassé par Anderlecht, nouveau leader, et rattrapé par La Gantoise, avant une pause de deux semaines pour les rencontres internationales.
Le championnat reprend ses droits le week-end des 15 et 16 octobre 2011. Le FC Brugeois reçoit La Gantoise, avec qui il partage la deuxième place du classement. Grâce à des buts de Meunier en première mi-temps et Vleminckx en seconde, le Club l'emporte et prend trois points d'avance sur son adversaire du jour. Il reste dans le sillage d'Anderlecht et creuse un écart sur ses poursuivants, La Gantoise et le Cercle de Bruges. Cette victoire est néanmoins éclipsée par la grave blessure au genou du capitaine Carl Hoefkens, indisponible pour au minimum trois mois.

##### Octobre: premières défaites en championnat et licenciement d'Adrie Koster
Le dimanche suivant, le FC Bruges se déplace à Courtrai. Le match est très fermé, et lorsque Niki Zimling inscrit son premier but sous les couleurs brugeoises à un quart d'heure de la fin, il pense donner la victoire à son équipe. Mais c'est sans compter sur la détermination des courtraisiens, qui inscrivent deux buts dans les dix dernières minutes, et infligent aux Brugeois leur première défaite de la saison en championnat. À cause de cela, le Club doit laisser s'échapper Anderlecht au classement, et est rejoint par La Gantoise et le Cercle.
Pendant la semaine, Bruges est éliminé de la Coupe de Belgique, et espère effacer cette déception lors de la réception du champion en titre, le Racing Genk, le week-end de la Toussaint. Les Brugeois entament le match de la pire des manières en encaissant un but après seulement trois minutes de jeu par Kevin De Bruyne. Après l'égalisation de Thibaut Van Acker, les visiteurs reprennent l'avance juste avant la mi-temps. Dès le retour des vestiaires, Víctor Vázquez rétablit l'égalité. Thomas Meunier et Nabil Dirar donnent ensuite une avance de deux buts à leurs couleurs à vingt minutes de la fin du match. Le match est cependant loin d'être fini. D'abord, Jelle Vossen réduit l'écart quelques minutes après le but de Dirar. Ensuite, De Bruyne inscrit deux buts supplémentaires dans le dernier quart d'heure, et donne la victoire 4 buts à 5 aux joueurs de Genk.
À la suite de cette nouvelle défaite, la quatrième en dix jours, la direction du club prend la décision de licencier l'entraîneur Adrie Koster, qui paie au prix fort cette mauvaise série. Son adjoint Rudy Verkempinck assure l'intérim, assisté de l'entraîneur des défenseurs et du noyau espoirs Philippe Clement, en attendant qu'un nouvel entraîneur principal soit nommé.

##### Novembre: le Club renoue avec la victoire après l'arrivée de Christoph Daum
La direction brugeoise se met à la recherche d'un nouvel entraîneur pour remplacer Adrie Koster. Les noms de Claude Puel et Steve McClaren sont régulièrement avancés dans la presse comme les pistes les plus probables. L'entraîneur français décline l'invitation le dimanche 6 novembre, sans plus de précisions. En attendant qu'un entraîneur principal soit nommé, Rudy Verkempinck poursuit son interim lors du déplacement au Standard de Liège pour la clôture de la treizième journée du championnat. Il confirme certains changements déjà effectués en Ligue Europa, notamment Vladan Kujović à la place de Colin Coosemans entre les perches, et apporte d'autres modifications à l'équipe qui débute la partie. La plus notable est la titularisation à l'arrière droit de Marcos Camozzato, rappelé en début de semaine du noyau B où il avait été envoyé par Koster. Malgré tout, la série noire continue pour le Club, qui subit sa troisième défaite consécutive en championnat, 2-1, après avoir été dominé durant plus d'une heure. Les Brugeois restent quatrièmes du classement, mais sont rejoints par leur hôte du jour.
Durant la semaine qui suit cette défaite, deux arrivées sont à noter dans les rangs brugeois. Tout d'abord, le transfert du gardien serbe de La Gantoise Bojan Jorgacević est confirmé le 8 novembre. Il rejoint directement ses nouveaux équipiers, le Club pouvant transférer un gardien en dehors des périodes de transfert normalement prévues (du 1er juillet au 31 août et du 1er au 31 janvier) car il ne dispose plus de trois gardiens valides dans son noyau professionnel à la suite de la blessure et de la longue convalescence de Sven Dhoest. Ensuite, le nouvel entraîneur de l'équipe est connu le lendemain. Il s'agit de l'allemand Christoph Daum, qui s'engage jusqu'en juin 2013, avec une option pour une saison supplémentaire. L'entraîneur allemand fait ses débuts officiels dix jours plus tard en recevant le Cercle, le rival séculaire. Il effectue plusieurs changements dans l'équipe brugeoise, tant au niveau du système de jeu, passant du 4-3-3 au 4-2-3-1, avec un Vadis positionné beaucoup plus bas, qu'au niveau des joueurs, titularisant Jorgacević entre les perches. Il bénéficie en outre du retour de blessure du capitaine Carl Hoefkens, guéri de sa blessure beaucoup plus vite que prévu. Le « nouveau Club » domine la rencontre de manière stérile en première mi-temps, tandis que les joueurs du Cercle parviennent à contenir leurs adversaires. Le Club trouve finalement l'ouverture par Nabil Dirar après dix minutes en seconde période, et conserve le résultat jusqu'au coup de sifflet final malgré le baroud d'honneur du Cercle. Daum entame ainsi son règne par une victoire.
Une semaine plus tard, l'équipe se déplace au Lierse, en lutte pour le maintien en bas de classement. Le déroulement du match est semblable au précédent, avec un Club dominateur mais sans parvenir à trouver l'ouverture dans la défense lierroise bien organisée. Il faut attendre l'entame du dernier quart d'heure pour voir les hommes de Daum ouvrir le score par l'entremise de Björn Vleminckx, titularisé en lieu et place d'Akpala. Le score ne bougera plus, et grâce à cette victoire le Club remonte à la troisième place du classement.

##### Décembre: début du second tour du championnat
Le second tour de la phase classique débute le samedi 3 décembre pour les Brugeois, par un déplacement à Westerlo, actuelle lanterne rouge. Bien que dominateurs dans le jeu, les joueurs du Club doivent attendre les dernières minutes pour trouver l'ouverture grâce à Joseph Akpala, monté au jeu à 20 minutes de la fin du match. Grâce à cette victoire, le Club profite du match nul entre le Standard de Liège et La Gantoise pour s'isoler à la troisième place et se rapprocher des deux premiers. Lors du week-end de compétition suivant, le Club reçoit Saint-Trond, à la lutte pour éviter les play-offs 3. Il s'agit du match de clôture, disputé le dimanche après-midi. Connaissant les résultats de ses concurrents directs (défaites d'Anderlecht et La Gantoise, match nul du Standard de Liège), les joueurs brugeois ont l'occasion de faire une belle opération au classement. Ils ne la laissent pas passer, et s'imposent 1 but à 0 pour la quatrième fois d'affilée, ce qui leur permet de passer à la deuxième place en championnat, à seulement deux points des leaders.
Le dimanche 18 décembre, le Club se déplace chez les promus d'Oud-Heverlee Louvain. À la mi-temps, le score est toujours de 0-0, mais Vadis est exclu pour un geste de mauvaise humeur juste avant la pause. Les louvanistes profitent de leur avantage numérique pour ouvrir le score quelques minutes après la reprise, mais Bruges parvient à égaliser deux minutes après via Joseph Akpala. À vingt minutes du terme, Frederik Boi redonne l'avantage aux siens d'un tir à distance, puis celle de la victoire de Louvain dans les arrêts de jeu à la suite d'un mauvais contrôle de Jorgacević. C'est la première défaite pour Christoph Daum, et marque un coup d'arrêt dans la série de bons résultats du Club. Les joueurs brugeois doivent se racheter le lendemain de Noël, avec la réception de Zulte-Waregem pour le dernier match de l'année 2011. Privé de Vadis, Zimling et Donk, tous trois suspendus, le Club de Bruges ouvre le score juste avant la pause par Björn Vleminckx. Le marquoir ne bougera plus en seconde période, permettant aux Brugeois de s'assurer la troisième place avant la trêve.

##### Stage hivernal en Espagne
Pour son stage durant la trêve hivernale, le Club choisit Marbella, en Espagne. Du 3 au 10 janvier, les joueurs suivent des entraînements intensifs, axés sur le physique, et disputent deux matches amicaux. Le premier a lieu le 6 janvier contre le club néerlandais de Telstar, qui évolue en deuxième division. À cette occasion, Christoph Daum passe son noyau en revue, et fait jouer deux équipes différentes en première et en seconde mi-temps, tout en laissant plusieurs joueurs légèrement blessés au repos. Le score final est sans appel, 4-0 pour les Brugeois.
Deux jours plus tard a lieu le second match amical de ce stage, et cette fois, l'opposition est d'un autre calibre. Il s'agit du club allemand de Hambourg, un des ténors de la Bundesliga. Le Club mène à la pause grâce à un but de Björn Vleminckx, mais les Allemands réagissent en seconde période, et renversent le cours du match pour finir par s'imposer 2 buts à 1.
Durant ce stage, plusieurs rumeurs de transferts courent, aussi bien dans le sens des arrivées que dans celui des départs. Finalement, seule l'arrivée du colombien Carlos Bacca, meilleur buteur du championnat et Soulier d'or de son pays, est actée quelques jours après le retour des joueurs en Belgique.

##### Janvier: reprise du championnat en demi-teinte et mercato calme
Le FC Bruges reprend le championnat le dimanche 15 janvier 2012 par un déplacement à Anderlecht. Rapidement menée à la marque, l'équipe brugeoise ne peut pas rivaliser avec son homologue bruxelloise, qui domine le match. Au coup de sifflet final, Anderlecht l'emporte 3 buts à 0 sur des Brugeois qui ne se sont créé qu'une seule occasion dangereuse sur l'ensemble du match, et se retrouve désormais distancée de six points par son hôte du jour. Le 20 janvier, Vincent Mannaert, le directeur général du Club de Bruges, annonce la signature du défenseur espagnol Jordi Figueras Montel, en provenance du Rubin Kazan pour une durée de quatre ans et demi. Il sera alignable dès le 25 janvier, date de l'ouverture du marché des transferts en Russie. Le week-end suivant, le Club reçoit Malines pour tenter d'effacer son mauvais résultat et garder le contact avec les premiers. Mais, menés dès la neuvième minute de jeu, les joueurs brugeois ne parviennent pas à inverser la tendance. Les débuts du colombien Carlos Bacca ne changent rien au déroulement du match, qui se conclut sur une nouvelle défaite du FC Bruges. Ce nouveau revers, conjugué à un fond de jeu trop faible, accentue la pression sur l'entraîneur Christoph Daum, dont la place apparaît déjà menacée.
La prochaine journée de championnat a lieu en milieu de semaine. Le mercredi 25 janvier, le Club reçoit Lokeren, avec l'obligation de gagner pour ne pas perdre le contact avec Anderlecht, vainqueur la veille de La Gantoise, deuxième au classement. Pour ce match, Daum aligne d'entrée de jeu la nouvelle recrue brugeoise Jordi Figueras, à la place d'Almebäck. Face à une opposition plus faible que prévu, le FC Bruges s'impose facilement trois buts à zéro, et rejoint ainsi les gantois à la deuxième place du classement. Le dimanche suivant, le FC Bruges se déplace à Mons en clôture de la 23e journée de championnat. Après une première mi-temps équilibrée, les Brugeois maîtrisent le reste du match, et s'imposent au Tondreau deux buts à zéro, par Refaelov et Akpala.
La fin du mercato, très calme pour le Club, voit l'arrivée de l'attaquant international espoir norvégien Mushaga Bakenga en provenance de Rosenborg, en remplacement de Matěj Vydra qui retourne à l'Udinese, ainsi que le départ de Nabil Dirar pour l'AS Monaco, en position de relégable en Ligue 2, qui offre au joueur un contrat approchant les deux millions d'euros nets par saison et une indemnité de transfert supérieure à sept millions d'euros. L'entraîneur Christoph Daum sait désormais avec quels joueurs il devra finir la saison.

##### Février: Trois victoires consécutives avant l'élimination en Ligue Europa
Le 5 février 2012, le FC Bruges reçoit le Beerschot en clôture de la 24e journée de championnat. Les Brugeois ne laissent pas leur adversaire entrer dans le match, et mènent déjà 3-0 à la demi-heure grâce à des buts de Joseph Akpala, du nouveau venu Mushaga Bakenga et de Maxime Lestienne. La réduction du score des anversois ne perturbe pas la machine brugeoise, qui inscrit deux nouveaux buts par Akpala et Lestienne, scellant le score à 5-1. Cette victoire permet au FC Bruges de rester au contact de La Gantoise à la troisième place, et assure presque le club d'une place dans les Play-offs 1. Une semaine plus tard, le FC Bruges se déplace à Gand pour le second choc de la 25e journée. Vu la victoire d'Anderlecht au Standard de Liège, une victoire permettrait au Club de rester au contact des mauves bruxellois, seul à la deuxième place. Les Brugeois prennent le match à leur compte, et ouvrent le score par Figueras après un quart d'heure. Après la pause, Refaelov et Akpala alourdissent la marque, et s'imposent finalement 1-3 après la réduction du score des gantois à deux minutes de la fin. Bruges s'isole ainsi derrière Anderlecht, et n'est plus qu'à une victoire d'assurer mathématiquement sa qualification pour les Play-offs 1.
Le dimanche 19 février, le FC Bruges reçoit la visite de Courtrai, une des équipes surprises de la saison, toujours en lutte pour une place en Play-offs 1. Le Club prend le match en mains dès le coup d'envoi, et concrétise sa domination par deux buts en dix minutes à la demi-heure de jeu. Peu avant la mi-temps, un fait de match vient perturber la mécanique brugeoise, l'arrière-gauche Fredrik Stenman se blesse seul, et doit quitter le terrain. En seconde mi-temps, le club brugeois subit la domination des courtraisiens, qui inscrivent un but juste après la reprise. Ils parviennent à tenir le choc, et grâce à cette victoire, sont assurés de participer aux Play-offs 1. Ce sera sans le pauvre Stenman, qui souffre d'une déchirure au tendon d'Achille, et qui ratera aussi très probablement l'Euro 2012.
Après leur élimination douloureuse en Ligue Europa face à Hanovre, les joueurs brugeois reprennent la compétition domestique par un périlleux déplacement à Genk, champion en titre. Le FC Bruges domine globalement la première mi-temps, mais malgré plusieurs occasions très nettes, le score au repos est toujours de 0-0. Le cours du match s'inverse après la pause, les locaux se montrant plus entreprenants, et surtout plus réalistes en ouvrant le score après une heure de jeu par l'entremise de Christian Benteke. Les Brugeois pressent pour égaliser rapidement, mais encaissent un deuxième but sur une contre-attaque conclue par le même Benteke. Christoph Daum tente alors son va-tout en faisant entrer deux attaquants pour deux milieux de terrains, mais sans succès. Jelle Vossen tue tout suspense à un quart d'heure du terme en plantant le troisième but des siens. Bojan Jorgacević arrête encore un penalty de Barda en fin de rencontre. En plus de la défaite, le Club perd également Maxime Lestienne, blessé aux adducteurs en fin de match et dont la saison est déjà terminée, qui vient grossir la liste des joueurs du Club de Bruges blessés de longue durée.

##### Mars: Dernière ligne droite avant les Play-offs
Il reste trois matches au Club de Bruges dans la phase classique du championnat, pour tenter de rester au contact d'Anderlecht et dans le même temps creuser l'écart sur ses poursuivants avant l'entame des Play-offs 1, décisifs pour l'attribution du titre et des places européennes.
Les Brugeois entament ce triptyque en accueillant le Standard de Liège, cinquième du championnat, toujours pas assuré de terminer dans le top-6. Pour l'occasion, Christoph Daum teste un nouveau système de jeu, avec trois défenseurs centraux, deux milieux latéraux un peu plus défensifs, et un triangle offensif en milieu de terrain composé de Lior Refaelov, Víctor Vázquez et Thomas Meunier, chargé d'alimenter Joseph Akpala seul en pointe. Cette disposition surprend les liégeois, qui subissent les assauts des « blauw & zwart » dès l'entame du match. C'est fort logiquement que Lior Refaelov ouvre le score après douze minutes de jeu, sur un coup franc donné par Víctor Vázquez, et remisé d'abord par Carl Hoefkens, ensuite par Joseph Akpala dans les pieds de l'israélien qui fusille Sinan Bolat. Les Brugeois pressent haut, et se procurent plusieurs occasions pour doubler le score, mais sans les concrétiser. À la demi-heure de jeu, le Standard passe tout près de l'égalisation, le lob de Serge Gakpé, parti seul face à Bojan Jorgacević, est sauvé de justesse par Michael Almebäck. L'intensité du match retombe jusqu'à la pause. En seconde mi-temps, le cours du match s'inverse, et Bruges laisse la direction du jeu au Standard, dont la domination s'avère en définitive stérile. Les liégeois ne parviennent pas à égaliser, et le match se conclut sur ce score de 1-0, le « score Daum » depuis l'entrée en fonction du technicien allemand. Grâce à cette victoire, Bruges reste à huit points d'Anderlecht, et repousse le Standard à dix points. À noter une nouvelle blessure en cours de match, celle du défenseur Ryan Donk, mais qui devrait pouvoir néanmoins tenir sa place le week-end suivant pour le derby brugeois.
Le dimanche 18 mars dans l'après-midi, le Club de Bruges rend visite à son voisin, le Cercle, quatrième au classement. Le match débute sur un tempo peu élevé, et il faut attendre plus de vingt minutes avant de voir une première occasion pour le Cercle. Ce sont les « vert et noir » qui ouvrent le score peu avant la demi-heure sur coup franc, forçant le Club à réagir. À cinq minutes de la mi-temps, Joseph Akpala égalise en reprenant victorieusement un coup franc de Jonathan Blondel, de retour dans l'équipe après une longue blessure. Après la pause, Oleg Iachtchouk est sévèrement exclu, et le Club en profite pour prendre l'avance moins de dix minutes plus tard, encore par Akpala. La suite du match n'apporte pas de changements, et le FC Bruges remporte le deuxième derby brugeois de la saison. Les « Blauw & Zwart » profitent du faux-pas du leader anderlechtois, tenu en échec à Saint-Trond, pour se rapprocher à six points de la première place avant la dernière journée de championnat, prévue le mercredi 21 mars.
Le Club termine sa saison en recevant le Lierse, où évolue l'ancien buteur maison Wesley Sonck. Ce dernier est sévèrement exclu juste avant la mi-temps, ce qui déforce l'équipe visiteuse, et permet aux Brugeois d'ouvrir le score juste après la reprise par Joseph Akpala, l'homme en forme depuis quelques semaines. Ensuite, le club recule et laisse l'initiative aux lierrois, qui ne parviennent toutefois pas à égaliser. Le FC Bruges remporte ainsi une nouvelle victoire, reste deuxième au contact d'Anderlecht, et creuse l'écart sur La Gantoise, battu à Genk. En fin de match, Vadis Odjidja Ofoe effectue son retour à la compétition après deux mois d'absence due à sa blessure.

#### Play-offs 1
Le FC Bruges termine deuxième de la phase classique du championnat avec 61 points, à six points d'Anderlecht. Pour entamer les play-offs, le nombre de points des six premiers classés est divisé par deux, et arrondi à l'unité supérieure. Ainsi, Bruges se retrouve avec 31 points, soit 3 de moins que le club bruxellois.
| Rang | Équipe            | Pts | J | G | N | P | Bp | Bc | Diff |
| ---- | ----------------- | --- | - | - | - | - | -- | -- | ---- |
| 1    | R. SC Anderlecht  | 34  | 0 | 0 | 0 | 0 | 0  | 0  | 0    |
| 2    | Club Bruges KV    | 31  | 0 | 0 | 0 | 0 | 0  | 0  | 0    |
| 3    | KAA La Gantoise   | 28  | 0 | 0 | 0 | 0 | 0  | 0  | 0    |
| 4    | Standard de Liège | 26  | 0 | 0 | 0 | 0 | 0  | 0  | 0    |
| 5    | KRC Genk          | 23  | 0 | 0 | 0 | 0 | 0  | 0  | 0    |
| 6    | KV Courtrai       | 23  | 0 | 0 | 0 | 0 | 0  | 0  | 0    |

##### Avril: Début des Play-offs 1 en dents de scie
Le Club débute cette phase finale en accueillant le Racing Genk, qui l'a déjà battu deux fois cette saison. Christoph Daum pallie l'absence de Niki Zimling, blessé à l'entraînement durant la semaine, en titularisant Michael Almebäck dans une défense à trois, comme lors de la venue du Standard. Le début de match est équilibré, et c'est Víctor Vázquez qui donne l'avance aux Brugeois après vingt bonnes minutes de jeu. La fin de la première mi-temps est marquée par la grave blessure du gardien de Genk, Logan Bailly, à la suite d'un choc violent avec Lior Refaelov. À la reprise, Genk tente de pousser, mais c'est Bruges qui inscrit un second but, par son homme en forme Joseph Akpala. Le score n'évolue plus, malgré quelques belles occasion de part et d'autre, ce qui permet au FC Bruges de revenir à un point d'Anderlecht, tenu en échec deux jours plus tard à domicile par Courtrai.
C'est justement à Courtrai que se déplacent les « Blauw & Zwart » une semaine plus tard à l'occasion de la deuxième journée des Play-offs. Les Brugeois ont l'occasion de prendre la tête du championnat après le nul entre Anderlecht et le Standard de Liège. Mais les hommes de Christoph Daum n'en profitent pas, et s'inclinent trois buts à un, dont un doublé de Pablo Chavarría, prêté par le Sporting bruxellois. Trois jours plus tard, le Club se déplace à Sclessin pour y affronter le Standard. Dans un match engagé, ce sont les liégeois qui dominent, et prennent l'avance peu après l'heure de jeu par Mémé Tchité. Alors que l'on se dirige vers une seconde défaite de rang pour le FC Bruges, Ryan Donk arrache l'égalisation dans les arrêts de jeu.
Le dimanche suivant, Bruges reçoit La Gantoise, avec la possibilité de se rapprocher à une longueur du leader anderlechtois, battu à domicile par Genk la veille. Le match est assez pauvre en occasions, et le premier fait marquant est la sortie sur blessure de Lior Refaelov, remplacé par le colombien Carlos Bacca. Ce dernier inscrit le seul but de la rencontre juste avant la mi-temps, permettant à son équipe de s'isoler à la deuxième place du classement.
Le FC Bruges reçoit donc son rival anderlechtois le dimanche 22 avril. En cas de victoire, le Club pourrait dépasser les bruxellois en tête du classement. Malheureusement, ces derniers ouvrent la marque après un quart d'heure de jeu par Dieumerci Mbokani. Malgré un pressing des joueurs brugeois, leurs adversaires ne plient pas, et repartent vers la capitale avec la victoire, quatre points d'avance au classement général, et un ascendant psychologique sur leurs dauphins. Sept jours plus tard, le Club se déplace à La Gantoise, troisième à quatre points. Le capitaine Carl Hoefkens débloque le marquoir après moins de dix minutes de jeu en faveur de ses couleurs, mais les gantois égalisent un quart d'heure plus tard. Le match bascule à l'heure de jeu, avec l'exclusion d'Hoefkens, qui empêche Tim Smolders de pousser la balle dans le but vide. Bernd Thijs convertit le pénalty qui s'ensuit, scellant ainsi la seconde défaite consécutive pour les hommes de Christoph Daum. Avec désormais sept points de retard et quatre matches à jouer, le Club n'a quasiment plus aucune chance de décrocher les lauriers nationaux.

##### Mai: Dernière ligne droite, le Club termine vice-champion
Le mardi 1er mai après-midi, le Club reçoit le Standard de Liège en match avancé. En cas de défaite brugeoise, Anderlecht pourrait être sacré champion dès le lendemain. Le match démarre rapidement, avec un premier but de Víctor Vázquez après cinq grosses minutes de jeu. Par la suite, le rythme du match baisse fortement, et le niveau de jeu développé est assez pauvre. À un quart d'heure du terme, Niki Zimling double l'avance de ses couleurs. Ce même Zimling sauve ensuite un ballon sur sa ligne de but, ce qui permet aux Brugeois de vivre une fin de rencontre plus calme. Grâce à cette victoire, Bruges se rapproche à quatre points d'Anderlecht, en attendant le match des mauves le lendemain.
Le dimanche suivant, Bruges se déplace justement à Anderlecht, qui n'a besoin que d'un point pour remporter le titre, avec quatre absents pour cause de blessure ou de suspension. Après un début de match dominé par les joueurs brugeois, la rencontre baisse en intensité jusqu'à la pause. Les bruxellois équilibrent ensuite les débats, mais c'est Bruges qui ouvre le score via Carlos Bacca à vingt minutes du terme. Les anderlechtois poussent leurs adversaires dans leur camp, mais doivent attendre un penalty léger sifflé dans les arrêts de jeu pour arracher l'égalisation, et ainsi fêter leur 31e sacre national. Quatre jours plus tard, le Club se déplace à Genk, son dernier rival pour la deuxième place qualificative pour les tours préliminaires de la Ligue des Champions. L'info du jour se situe néanmoins en dehors du terrain, avec l'annonce du départ de Christoph Daum en fin de saison. Timorés en début de rencontre, les joueurs du FC Bruges encaissent le premier but après une vingtaine de minutes. Cela a le don de les réveiller, et après une série d'occasions, Maxime Lestienne rétablit l'égalité juste avant la pause. La seconde mi-temps est moins animée, et voit finalement le Club prendre un avantage décisif à dix minutes du terme grâce à son buteur Joseph Akpala. Avec cette victoire, Bruges s'assure de la deuxième place au classement final, et disputera le troisième tour préliminaire de la Ligue des Champions.
Pour son dernier match de la saison, le FC Bruges reçoit Courtrai. Daum choisit pour l'occasion de donner du temps de jeu à certains réservistes, comme Colin Coosemans ou Marcos Camozzato. Ces changements ne perturbent pas les Brugeois, décidés à terminer leur saison sur un bon résultat. Ils ouvrent la marque après vingt minutes par Lestienne, et doublent leur avantage par Bacca juste après la pause. Courtrai parvient à réduire le score à l'heure de jeu, mais ce même Bacca redonne une avance de deux buts au Club dans la minute qui suit. À un quart d'heure du terme, Courtrai inscrit un second but, le score n'évoluant plus ensuite. Le Club termine sa saison sur une victoire, et salue le départ de son entraîneur de la meilleure manière.
| Rang | Équipe             | Pts | J  | G | N | P | Bp | Bc | Diff |
| ---- | ------------------ | --- | -- | - | - | - | -- | -- | ---- |
| 1    | R. SC Anderlecht*  | 52  | 10 | 5 | 3 | 2 | 16 | 8  | +8   |
| 2    | Club Bruges KV*    | 48  | 10 | 5 | 2 | 3 | 14 | 11 | +3   |
| 3    | KRC Genk T         | 41  | 10 | 6 | 0 | 4 | 19 | 19 | 0    |
| 4    | KAA La Gantoise    | 40  | 10 | 4 | 0 | 6 | 16 | 16 | 0    |
| 5    | Standard de Liège* | 35  | 10 | 2 | 3 | 5 | 10 | 17 | -7   |
| 6    | KV Courtrai        | 34  | 10 | 3 | 2 | 5 | 16 | 20 | -4   |

### Coupe de Belgique
Comme tous les clubs de Division 1, le FC Bruges entame la Coupe de Belgique au stade des seizièmes de finale, et joue contre une équipe d'une division inférieure. Le 28 août 2011 a lieu le cinquième et dernier tour préliminaire. Dessel Sport, qui a éliminé le Patro Eisden Maasmechelen, recevra les « Blauw & Zwart » le 21 septembre 2011.
Pour cette entrée en matière en Coupe de Belgique, Adrie Koster laisse quelques joueurs de base au repos, donnant ainsi du temps de jeu à certains réservistes. Le match débute très mal pour les Brugeois, qui sont menés 2-0 après une demi-heure. À l'heure de jeu, Colin Coosemans arrête un penalty, et peu après, Dessel se retrouve réduit à dix à la suite d'un tacle dangereux sur Vadis Odjidja. Le FC Bruges réduit la marque à vingt minutes de la fin par Jonathan Blondel, qui égalise dix minutes plus tard. Quelques minutes après, c'est Thomas Meunier qui inscrit le but de la victoire pour le club, qui s'est fait peur face aux pensionnaires de Division 3.
Au prochain tour, le Club Brugeois rencontre La Gantoise, pour ce qui constitue l'affiche des huitièmes de finale. Les Gantois ouvrent la marque après seulement six minutes de jeu, mais ce sont les Brugeois qui mènent 1-3 à la pause grâce à des buts de Niki Zimling, Nabil Dirar et Ryan Donk. La Gantoise parvient à renverser le cours du match, et inscrit trois buts en une demi-heure pour mener 4-3 à cinq minutes de la fin. Joseph Akpala est exclu dans la foulée pour un geste léger de frustration, ce qui n'empêche pas le Club Brugeois d'égaliser à quatre buts partout dans la dernière minute des arrêts de jeu par Björn Vleminckx. Le score n'évolue pas durant la prolongation, et on assiste donc à une séance de tirs au but. Lior Refaelov et Vleminckx ratent leurs tirs, et Gand l'emporte finalement 4-2. Les joueurs brugeois sont éliminés dès les huitièmes de finale, et subissent ainsi leur troisième défaite en une semaine.
| Tour                                                  | Date              | Adversaire       | Lieu                       | Score          | Buteurs du FC Bruges                                                         | Assistance |  |
| ----------------------------------------------------- | ----------------- | ---------------- | -------------------------- | -------------- | ---------------------------------------------------------------------------- | ---------- |  |
| 1/16 de finale                                        | 21 septembre 2011 | KFC Dessel Sport | Stade Armand Melis, Dessel | 2-3            | 69e Blondel (2-1) · 80e Blondel (2-2) · 83e Meunier (2-3)                    | 4 000      |  |
| 1/8 de finale                                         | 26 octobre 2011   | KAA La Gantoise  | Stade Jules Otten, Gand    | 4-4 (pén. 4-2) | 18e Zimling (1-1) · 43e Dirar (1-2) · 45e Donk (1-3) · 90+4e Vleminckx (4-4) | 8 586      |  |
|                                                       |                   |                  |                            |                |                                                                              |            |  |
| Le Club Bruges KV est éliminé de la Coupe de Belgique |                   |                  |                            |                |                                                                              |            |  |

### Ligue Europa

#### Troisième tour préliminaire
Grâce à sa quatrième place obtenue au terme des play-offs la saison précédente, le FC Bruges entre en compétition au troisième tour préliminaire. Le Coefficient UEFA du club lui offre le statut de tête de série pour ce tour, lui assurant d'éviter des adversaires de plus gros calibre comme Mayence, Palerme, l'AZ Alkmaar ou encore l'Atlético Madrid. Finalement, le club hérite des azéris du FK Qarabağ Ağdam, qui a éliminé les féroïens du EB/Streymur au tour précédent. Les joueurs brugeois commencent leur campagne européenne le 28 juillet à domicile. Ils prennent rapidement l'avantage par Björn Vleminckx après moins de dix minutes de jeu, avantage doublé par Víctor Vázquez après dix minutes en seconde mi-temps. Le but de Rauf Aliyev à l'heure de jeu ne perturbe pas les Brugeois, qui rajoutent deux nouveaux buts par Ryan Donk et Nabil Dirar dans les vingt dernières minutes du match. Avec cette victoire 4-1, le FC Bruges peut entrevoir la qualification au match retour, qui a lieu le 4 août au Stade Tofiq-Béhramov de Bakou, la capitale de l'Azerbaïdjan, où leur adversaire joue ses matches européens. Pour le match retour, Adrie Koster effectue quelques changements dans son effectif, laissant au repos certains joueurs légèrement blessés ou ayant déjà beaucoup joué, et offrant ainsi du temps de jeu à des jeunes ou des joueurs moins utilisés. L'équipe brugeoise se contente de gérer le match, et s'incline en toute fin de match sur un but de Bakhtiyar Soltanov, monté au jeu cinq minutes auparavant. Mais cette défaite n'a pas de conséquence, la large victoire de l'aller ayant déjà assuré la qualification.

#### Tour de Barrages
Au Tour de Barrages, le FC Bruges est également tête de série et assuré d'éviter tous les favoris de la compétition comme l'AS Rome, Tottenham ou le FC Séville. Le tirage au sort a lieu le vendredi 5 août à 13 heures. L'adversaire des Brugeois est le FC Zestafoni, champion de Géorgie 2011, et repêché du troisième tour préliminaire de la Ligue des Champions. Le match aller a lieu le 18 août à Tbilissi, la capitale de la Géorgie, le stade de Zestafoni n'étant pas conforme aux normes de l'UEFA. Le club prend le match en mains, et inscrit deux buts en trois minutes peu avant la demi-heure de jeu. Trente minutes plus tard, leurs adversaires égalisent en inscrivant également deux buts coup sur coup. Carl Hoefkens, le capitaine du club, pense donner la victoire aux siens à vingt minutes de la fin, mais les géorgiens parviennent à nouveau à égaliser. Le score en reste à trois buts partout, score plutôt favorable aux joueurs brugeois avant le match retour programmé le 25 août. Les « gazelles brugeoises » assurent leur qualification après une demi-heure lors de la seconde manche, grâce à deux buts de Joseph Akpala. Ils maintiennent leur domination sur le match, et ne se laissent pas remonter comme au match aller. Le FC Bruges se qualifie donc pour la phase de groupes de la Ligue Europa 2011-2012.

#### Phase de Groupes
Le FC Bruges est versé dans le deuxième chapeau pour le tirage au sort de la phase de groupes, ce qui le protège de certaines équipes issues de grands championnats, comme Fulham, la Lazio Rome ou l'Athletic Bilbao, mais lui garantit de tomber contre une équipe tête de série. Ils héritent finalement du Sporting Braga, finaliste de l'édition précédente, de Birmingham, vainqueur de la Coupe de la Ligue anglaise 2011, et du NK Maribor, champion de Slovénie, et tombeur des Rangers au tour de barrages.
Le club brugeois entame la phase de groupes en recevant Maribor le 15 septembre. Après une très bonne première mi-temps, les joueurs brugeois mènent 2-0 à la pause, et se contentent de gérer leur avantage jusqu'au coup de sifflet final. Pour leur deuxième rencontre du Groupe H, le FC Bruges se déplace à Braga, co-leader du championnat du Portugal au moment du match. Les portugais ouvrent la marque avant l'heure de jeu, et les Brugeois égalisent à vingt minutes de la fin par Joseph Akpala. Une tête placée du défenseur Ryan Donk sur coup franc donne la victoire à Bruges dans les arrêts de jeu. Cette victoire permet au Club de prendre la tête du groupe, alors que c'est la première défaite de la saison pour Braga. Trois semaines plus tard, le Club reçoit les Anglais de Birmingham City, vainqueur de la Coupe de la Ligue anglaise la saison précédente, mais relégué en deuxième division ensuite. Le match démarre fort pour les Brugeois, qui ouvrent la marque par Joseph Akpala après seulement trois minutes de jeu. Les anglais égalisent vingt minutes plus tard, et prennent ensuite le match en mains. À dix minutes du terme, un violent choc tête contre tête entre Akpala et Pablo Ibáñez provoque une interruption du match. L'arbitre fait dès lors jouer dix minutes d'arrêts de jeu, durant lesquelles les joueurs anglais inscrivent le but de la victoire par l'entremise de Chris Wood. Bruges conserve la tête du groupe, à égalité de points avec Birgmingham.
Deux semaines plus tard a lieu le match retour face aux anglais. Il s'agit du premier match de l'entraîneur intérimaire Rudy Verkempinck, qui effectue deux changements dans l'équipe de départ par rapport à l'équipe-type d'Adrie Koster. Vladan Kujović et Daan Van Gijseghem prennent la place respectivement de Colin Coosemans et Michael Almebäck, tous deux peu rassurants lors des derniers matches. Le FC Bruges prend un avantage de deux buts juste avant la pause grâce à Meunier et Akpala. Mais encore une fois, l'équipe ne parvient pas à conserver son avantage, et se fait rejoindre à un quart d'heure du terme. Avec ce nul, Bruges est à égalité avec Birmingham à Braga, les trois équipes comptant sept points. La cinquième journée de cette phase de groupe a lieu quatre semaines plus tard. Le Club de Bruges se déplace à Maribor, et peut prendre une option sur la qualification en cas de victoire. Les Slovènes prennent l'avantage après 10 minutes de jeu, et malgré la domination brugeoise jusqu'au repos, le score n'évolue pas. En début de seconde mi-temps, Ryan Donk inscrit un but contre son camp, suivi un quart d'heure plus tard du 3-0. On croit le match plié, mais les Brugeois jettent néanmoins toutes leurs forces dans le match, et vont parvenir à inverser le cours du match. À un quart d'heure du terme, deux buts en trois minutes de Nabil Dirar redonnent l'espoir au camp belge. Quelques minutes plus tard, Joseph Akpala rétablit l'égalité. Et à une minute de la fin du temps réglementaire, Donk inscrit le but de la victoire brugeoise, comme il l'avait déjà fait à Braga. Le Club s'impose donc chez le champion de Slovénie, et n'a plus besoin que d'un match nul lors du dernier match à domicile face aux portugais, déjà qualifiés, pour passer au tour suivant.
Le 15 décembre, le FC Bruges reçoit les Portugais de Braga pour clore la phase de groupes. Les Brugeois n'ont besoin que d'un nul pour se qualifier et finir en tête du groupe, tandis que les portugais sont déjà qualifiés. Rapidement réduits à 10, Braga ne cède pas, les deux équipes rentrent aux vestiaires sur un score de 0-0. Bruges parvient à trouver l'ouverture cinq minutes après la reprise par l'entremise de Björn Vleminckx, mais Braga égalise un quart d'heure plus tard. Malgré une pression portugaise en fin de match, le score n'évolue plus. Les deux équipes sont qualifiées, le FC Bruges terminant en tête du groupe grâce aux résultats particuliers.

#### Seizièmes de finale
Tête de série grâce à sa première place, le Club de Bruges est assuré d'éviter des ténors comme Manchester City, Manchester United, le PSV Eindhoven ou encore l'Atlético de Madrid, et évoluera à domicile au match retour. Le sort donne finalement le club allemand de Hanovre 96, sorti deuxième du groupe du Standard de Liège. À noter qu'en cas de qualification pour les huitièmes de finale, Brugeois et Liégeois s'affronteraient.
Le 16 février 2012, la Ligue Europa reprend ses droits. Le FC Bruges se déplace à Hanovre pour le compte des seizièmes de finale, sans son gardien Bojan Jorgacević ni sa dernière recrue norvégienne Mushaga Bakenga, non qualifiés pour les compétitions européennes. Les Brugeois ouvrent la marque par Maxime Lestienne juste après le début de la seconde mi-temps, mais laissent les Allemands égaliser et prendre l'avantage dans le dernier quart d'heure. Le match se termine sur une victoire deux buts à un des joueurs de Hanovre, une courte défaite qui laisse le match retour ouvert, grâce au but inscrit à l'extérieur.
Une semaine plus tard, le Club reçoit les Allemands au stade Jan Breydel pour tenter de forcer la qualification. Une victoire par plus d'un but d'écart, ou 1-0, qualifierait les Brugeois, un score de 2-1 donnerait lieu à des prolonations, et tout autre score qualifierait les joueurs de Hanovre. Les Brugeois pressent leur adversaire dès l'entame du match, mais sans parvenir à trouver l'ouverture. Pire, sur une contre-attaque, les joueurs allemands ouvrent la marque par Mame Diouf après vingt minutes de jeu. Par la suite, le FC Bruges se heurte à un mur défensif germanique, qui repousse les attaques trop imprécises des Brugeois. Hanovre tient le score jusqu'au bout, et élimine le Club de la compétition.

#### Tableau des résultats
| Tour                                             | Date              | Adversaire       | Lieu                            | Score | Buteurs du FC Bruges                                                      | Assistance |
| ------------------------------------------------ | ----------------- | ---------------- | ------------------------------- | ----- | ------------------------------------------------------------------------- | ---------- |
| Prél. 3                                          | 28 juillet 2011   | FK Qarabağ Ağdam | Stade Jan Breydel, Bruges       | 4-1   | 9e Vleminckx (1-0) · 55e Vázquez (2-0) · 71e Donk (3-1) · 83e Dirar (4-1) | 22 213     |
| Prél. 3                                          | 4 août 2011       | FK Qarabağ Ağdam | Stade Tofiq-Béhramov, Bakou     | 1-0   | -                                                                         | 9 466      |
| Barrages                                         | 18 août 2011      | FC Zestafoni     | Stade Boris-Paichadze, Tbilissi | 3-3   | 27eAkpala (0-1) · 30e Refaelov (0-2) · 72e Hoefkens (2-3)                 | 7 680      |
| Barrages                                         | 25 août 2011      | FC Zestafoni     | Stade Jan Breydel, Bruges       | 2-0   | 7e Akpala (1-0) · 27e Akpala (2-0)                                        | 23 725     |
| Groupe H                                         | 15 septembre 2011 | NK Maribor       | Stade Jan Breydel, Bruges       | 2-0   | 7e Vadis (1-0) · 24e Dirar (2-0)                                          | 16 668     |
| Groupe H                                         | 29 septembre 2011 | Sporting Braga   | Stade municipal, Braga          | 1-2   | 71e Akpala (1-1) · 90+1e Donk (1-2)                                       | 9 145      |
| Groupe H                                         | 20 octobre 2011   | Birmingham City  | Stade Jan Breydel, Bruges       | 1-2   | 3e Akpala (1-0)                                                           | 23 963     |
| Groupe H                                         | 3 novembre 2011   | Birmingham City  | St Andrew's, Birmingham         | 2-2   | 39e Meunier (0-1) · 44e Akpala (0-2)                                      | 26 849     |
| Groupe H                                         | 30 novembre 2011  | NK Maribor       | Ljudski vrt, Maribor            | 3-4   | 74e Dirar (3-1) · 77e Dirar (3-2) · 82e Akpala (3-3) · 90e Donk (3-4)     | 8 000      |
| Groupe H                                         | 15 décembre 2011  | Sporting Braga   | Stade Jan Breydel, Bruges       | 1-1   | 50e Vleminckx (1-0)                                                       | 18 383     |
| 16es de finale                                   | 16 février 2012   | Hanovre 96       | AWD-Arena, Hanovre              | 2-1   | 50e Lestienne (0-1)                                                       | 45 000     |
| 16es de finale                                   | 23 février 2012   | Hanovre 96       | Stade Jan Breydel, Bruges       | 0-1   | -                                                                         | 22 000     |
| Le Club Bruges KV est éliminé de la Ligue Europa |                   |                  |                                 |       |                                                                           |            |

## Statistiques des joueurs brugeois

### Effectif professionnel
Les joueurs en rouge ont quitté le club en cours de saison, les joueurs en vert l'ont rejoint en cours de saison, et les joueurs en jaune ont été prêtés en début de saison et sont repartis ensuite en cours de saison.
| Joueur                | Poste | Championnat | Championnat | Championnat | Championnat | Championnat | Play-offs | Play-offs | Play-offs | Play-offs | Play-offs | Coupe | Coupe | Coupe | Coupe | Coupe | Europe | Europe | Europe | Europe | Europe | Amicaux | Amicaux | Amicaux | Amicaux | Amicaux | Total | Total | Total | Total | Total |
|                       |       | M           | m           |             |             |             | M         | m         |           |           |           | M     | m     |       |       |       | M      | m      |        |        |        | M       | m       |         |         |         | M     | m     |       |       |       |
| --------------------- | ----- | ----------- | ----------- | ----------- | ----------- | ----------- | --------- | --------- | --------- | --------- | --------- | ----- | ----- | ----- | ----- | ----- | ------ | ------ | ------ | ------ | ------ | ------- | ------- | ------- | ------- | ------- | ----- | ----- | ----- | ----- | ----- |
| Colin Coosemans       | G     | 12          | 1065        | 0           | 1           | 1           | 1         | 90        | 0         | 0         | 0         | 2     | 210   | 0     | 0     | 0     | 7      | 630    | 0      | 0      | 0      | 4       | 315     | 0       | 0       | 0       | 22    | 1995  | 0     | 1     | 1     |
| Vladan Kujović        | G     | 1           | 90          | 0           | 0           | 0           | 0         | 0         | 0         | 0         | 0         | 0     | 0     | 0     | 0     | 0     | 5      | 450    | 0      | 1      | 0      | 3       | 225     | 0       | 0       | 0       | 6     | 540   | 0     | 1     | 0     |
| Bojan Jorgacević      | G     | 17          | 1530        | 0           | 2           | 0           | 2         | 810       | 0         | 0         | 0         | 0     | 0     | 0     | 0     | 0     | 0      | 0      | 0      | 0      | 0      | 1       | 90      | 0       | 0       | 0       | 19    | 2340  | 0     | 2     | 0     |
| Sven Dhoest           | G     | 1           | 15          | 0           | 0           | 0           | 0         | 0         | 0         | 0         | 0         | 0     | 0     | 0     | 0     | 0     | 0      | 0      | 0      | 0      | 0      | 4       | 315     | 0       | 0       | 0       | 1     | 15    | 0     | 0     | 0     |
| Tom Høgli             | D     | 23          | 1588        | 0           | 4           | 0           | 8         | 688       | 0         | 1         | 0         | 0     | 0     | 0     | 0     | 0     | 8      | 692    | 0      | 0      | 0      | 3       | 135     | 0       | 0       | 0       | 39    | 2968  | 0     | 5     | 0     |
| Marcos Camozzato      | D     | 5           | 233         | 0           | 1           | 0           | 4         | 192       | 0         | 0         | 0         | 0     | 0     | 0     | 0     | 0     | 0      | 0      | 0      | 0      | 0      | 1       | 45      | 0       | 0       | 0       | 9     | 425   | 0     | 1     | 0     |
| Carl Hoefkens         | D     | 25          | 2205        | 1           | 5           | 0           | 9         | 764       | 1         | 3         | 1         | 1     | 90    | 0     | 0     | 0     | 9      | 910    | 0      | 2      | 0      | 9       | 645     | 0       | 0       | 0       | 44    | 3969  | 2     | 10    | 1     |
| Michael Almebäck      | D     | 22          | 1777        | 0           | 0           | 0           | 6         | 509       | 0         | 0         | 0         | 1     | 120   | 0     | 1     | 0     | 11     | 905    | 0      | 0      | 0      | 7       | 195     | 0       | 0       | 0       | 40    | 3311  | 0     | 1     | 0     |
| Ryan Donk             | D     | 29          | 2570        | 1           | 7           | 0           | 10        | 826       | 1         | 2         | 0         | 2     | 210   | 1     | 0     | 0     | 11     | 990    | 2      | 2      | 0      | 8       | 540     | 0       | 0       | 0       | 52    | 4596  | 5     | 11    | 0     |
| Jordi Figueras Montel | D     | 9           | 810         | 1           | 0           | 0           | 10        | 900       | 0         | 2         | 0         | 0     | 0     | 0     | 0     | 0     | 2      | 180    | 0      | 0      | 0      | 0       | 0       | 0       | 0       | 0       | 21    | 1890  | 1     | 2     | 0     |
| Daan Van Gijseghem    | D     | 1           | 90          | 0           | 0           | 0           | 0         | 0         | 0         | 0         | 0         | 1     | 56    | 0     | 0     | 0     | 1      | 90     | 0      | 0      | 0      | 4       | 225     | 0       | 0       | 0       | 3     | 236   | 0     | 0     | 0     |
| Fredrik Stenman       | D     | 7           | 584         | 0           | 0           | 0           | 0         | 0         | 0         | 0         | 0         | 0     | 0     | 0     | 0     | 0     | 2      | 180    | 0      | 0      | 0      | 6       | 262     | 1       | 0       | 0       | 9     | 764   | 0     | 0     | 0     |
| Pietro Perdichizzi    | D     | 0           | 0           | 0           | 0           | 0           | 0         | 0         | 0         | 0         | 0         | 0     | 0     | 0     | 0     | 0     | 0      | 0      | 0      | 0      | 0      | 1       | 45      | 0       | 0       | 0       | 0     | 0     | 0     | 0     | 0     |
| Jannes Vansteenkiste  | D     | 2           | 117         | 0           | 0           | 0           | 0         | 0         | 0         | 0         | 0         | 1     | 25    | 0     | 0     | 0     | 3      | 240    | 0      | 0      | 0      | 6       | 360     | 0       | 0       | 0       | 6     | 382   | 0     | 0     | 0     |
| Niki Zimling          | M     | 29          | 2454        | 1           | 6           | 0           | 5         | 450       | 1         | 2         | 0         | 1     | 120   | 1     | 0     | 0     | 11     | 990    | 0      | 2      | 0      | 8       | 545     | 0       | 0       | 0       | 46    | 4014  | 3     | 10    | 0     |
| Vadis Odjidja Ofoe    | M     | 20          | 1676        | 4           | 3           | 1           | 9         | 607       | 0         | 1         | 0         | 2     | 165   | 0     | 0     | 0     | 10     | 842    | 1      | 2      | 0      | 9       | 545     | 3       | 0       | 0       | 41    | 3290  | 5     | 6     | 1     |
| Jonathan Blondel      | M     | 8           | 368         | 0           | 0           | 0           | 8         | 626       | 0         | 3         | 0         | 1     | 90    | 2     | 0     | 0     | 4      | 127    | 0      | 2      | 0      | 1       | 90      | 0       | 0       | 0       | 21    | 1211  | 2     | 5     | 0     |
| Nabil Dirar           | M     | 22          | 1783        | 4           | 5           | 0           | 0         | 0         | 0         | 0         | 0         | 1     | 74    | 1     | 0     | 0     | 8      | 720    | 4      | 1      | 0      | 6       | 301     | 1       | 0       | 0       | 31    | 2577  | 9     | 6     | 0     |
| Lior Refaelov         | M     | 26          | 1919        | 6           | 2           | 1           | 6         | 385       | 0         | 1         | 0         | 2     | 154   | 0     | 1     | 0     | 12     | 839    | 1      | 2      | 0      | 7       | 436     | 2       | 0       | 0       | 46    | 3297  | 7     | 6     | 1     |
| Thibaut Van Acker     | M     | 14          | 771         | 1           | 1           | 0           | 4         | 189       | 0         | 1         | 0         | 2     | 132   | 0     | 0     | 0     | 6      | 369    | 0      | 0      | 0      | 8       | 393     | 1       | 0       | 0       | 26    | 1854  | 1     | 2     | 0     |
| Víctor Vázquez        | M     | 26          | 1847        | 3           | 4           | 0           | 9         | 628       | 3         | 1         | 0         | 1     | 120   | 0     | 0     | 0     | 11     | 837    | 1      | 2      | 0      | 8       | 470     | 4       | 0       | 0       | 47    | 3432  | 7     | 7     | 0     |
| Thomas Meunier        | M     | 25          | 1524        | 3           | 1           | 0           | 9         | 570       | 0         | 0         | 0         | 2     | 136   | 1     | 0     | 0     | 12     | 540    | 1      | 0      | 0      | 7       | 431     | 1       | 0       | 0       | 48    | 2770  | 5     | 1     | 0     |
| Fries Deschilder      | M     | 3           | 66          | 0           | 0           | 0           | 0         | 0         | 0         | 0         | 0         | 1     | 90    | 0     | 0     | 0     | 2      | 34     | 0      | 0      | 0      | 7       | 422     | 1       | 0       | 0       | 6     | 190   | 0     | 0     | 0     |
| Jimmy De Jonghe       | M     | 13          | 762         | 0           | 1           | 1           | 0         | 0         | 0         | 0         | 0         | 2     | 185   | 0     | 0     | 0     | 3      | 135    | 0      | 1      | 0      | 8       | 496     | 1       | 0       | 0       | 18    | 1082  | 0     | 2     | 1     |
| Wilfried Dalmat       | A     | 0           | 0           | 0           | 0           | 0           | 0         | 0         | 0         | 0         | 0         | 0     | 0     | 0     | 0     | 0     | 0      | 0      | 0      | 0      | 0      | 5       | 210     | 1       | 0       | 0       | 0     | 0     | 0     | 0     | 0     |
| Maxime Lestienne      | A     | 13          | 520         | 3           | 0           | 0           | 6         | 325       | 3         | 0         | 0         | 1     | 21    | 0     | 0     | 0     | 5      | 171    | 1      | 0      | 0      | 8       | 225     | 2       | 0       | 0       | 25    | 1037  | 7     | 0     | 0     |
| Joseph Akpala         | A     | 27          | 1420        | 12          | 0           | 0           | 9         | 719       | 2         | 0         | 0         | 1     | 85    | 0     | 0     | 1     | 11     | 701    | 7      | 1      | 0      | 9       | 313     | 5       | 0       | 0       | 48    | 2925  | 21    | 1     | 1     |
| Björn Vleminckx       | A     | 23          | 1460        | 6           | 4           | 0           | 6         | 86        | 0         | 2         | 0         | 2     | 123   | 1     | 1     | 0     | 8      | 407    | 2      | 1      | 0      | 8       | 470     | 7       | 0       | 0       | 39    | 2076  | 9     | 8     | 0     |
| Zinho Gano            | A     | 0           | 0           | 0           | 0           | 0           | 0         | 0         | 0         | 0         | 0         | 0     | 0     | 0     | 0     | 0     | 0      | 0      | 0      | 0      | 0      | 5       | 182     | 1       | 0       | 0       | 0     | 0     | 0     | 0     | 0     |
| Nick Van Belle        | A     | 0           | 0           | 0           | 0           | 0           | 0         | 0         | 0         | 0         | 0         | 0     | 0     | 0     | 0     | 0     | 0      | 0      | 0      | 0      | 0      | 6       | 303     | 2       | 0       | 0       | 0     | 0     | 0     | 0     | 0     |
| Matěj Vydra           | A     | 1           | 5           | 0           | 0           | 0           | 0         | 0         | 0         | 0         | 0         | 1     | 69    | 0     | 0     | 0     | 0      | 0      | 0      | 0      | 0      | 0       | 0       | 0       | 0       | 0       | 2     | 74    | 0     | 0     | 0     |
| Carlos Bacca          | A     | 2           | 42          | 0           | 0           | 0           | 8         | 453       | 3         | 1         | 0         | 0     | 0     | 0     | 0     | 0     | 0      | 0      | 0      | 0      | 0      | 0       | 0       | 0       | 0       | 0       | 10    | 495   | 3     | 1     | 0     |
| Mushaga Bakenga       | A     | 7           | 250         | 1           | 0           | 0           | 1         | 54        | 0         | 0         | 0         | 0     | 0     | 0     | 0     | 0     | 0      | 0      | 0      | 0      | 0      | 0       | 0       | 0       | 0       | 0       | 8     | 304   | 1     | 0     | 0     |

### Joueurs brugeois ayant inscrit des buts contre leur camp
1. Tom Høgli pour le FC Malines : 6e journée de championnat
2. Ryan Donk pour le NK Maribor : 5e journée de la phase de groupes de la Ligue Europa

### Joueurs ayant inscrit des buts contre leur camp en faveur du FC Bruges
1. Wouter Corstjens (KVC Westerlo) : 1re journée du championnat
2. Kevin Roelandts (Oud-Heverlee Louvain) : 3e journée du championnat